# Кикимора (балет)
«Кики́мора» (исп. Kikimora, фр. Kikimora) — короткий одноактный балет в постановке Л. Ф. Мясина на музыку одноимённой симфонической поэмы А. К. Лядова (1909); сценография М. Ф. Ларионова. Первый показ состоялся 25 августа 1916 года силами труппы Русский балет Дягилева в Театре Эухении-Виктории, Сан-Себастьян. 
Впоследствии сочинение было дополнено другими картинами, и в 1917 году «Кикимора» стала первой сценой балета «Русские сказки».

## История создания
В 1916 году после первых гастролей в США Русский балет Дягилева прибыл в Испанию по приглашению испанского короля Альфонсо XIII. Биографы Леонида Мясина, Л. Нортон (Leslie Norton) и Е. Я. Суриц, отмечали благоприятное воздействие покровительства короля и его супруги Эухении Виктории, при отсутствии финансовой поддержки которых труппа Дягилева могла бы не выжить в годы Первой мировой войны. После премьеры первого испанского балета труппы «Менины» С. П. Дягилев задумал сопроводить его коротким русским балетом для совместных спектаклей. Антрепренёр предложил Мясину сочинить сценку на музыку Лядова о Кикиморе и Коте.
Мясин в мемуарах кратко изложил историю его создания: «Когда я был мальчиком, мне очень нравилось слушать народные предания, которые рассказывал в Звенигороде не лишённый воображения деревенский юноша. Меня волновали странные персонажи этих историй и их необыкновенные приключения. Я ещё работал над «Менинами», когда Дягилев предложил мне сотрудничать с Ларионовым и Гончаровой в постановке другого балета, основанного на русской народной сказке. На сей раз мы выбрали сюжет о Кикиморе, злой ведьме, и решили создать маленький балет на музыку Лядова, композитора, которым я восхищался. Вскоре после «Менин» состоялась премьера этого балета в Сан-Себастьяне».
Дягилев поручил оформление Ларионову, с которым Мясин уже сотрудничал ранее при совместной работе над неосуществлённой постановкой «Литургии» (1915—1917) и первым поставленным его балетом «Полуночное солнце» (1915). В 1916 году в Сан-Себастьяне были представлены два балета: первый испанский («Менины») и очередной русский («Кикимора»).
Одноактный балет весьма короток, и в этом отношении сравним с «Послеполуденным отдыхом фавна». Согласно продолжительности музыкального сочинения Лядова, сцена может длиться немногим более или менее 8 минут, что дало основание Е. А. Илюхиной именовать сочинение миниатюрой, хотя Е. Я. Суриц относит произведение к балетам. С. Л. Григорьев, Ф. Хартнолл, Е. Я. Суриц обозначают «Кикимору» как самостоятельное сочинение согласно хронологии спектаклей Русского балета Дягилева. Лесли Нортон не отвела «Кикиморе» отдельного раздела, рассматривая данное сочинение как первую сцену из балета «Русские сказки» с указанием её первого показа.
Весной 1917 года также на музыку Лядова Мясин сочинил дополнительные эпизоды «Царевна-лебедь и Бова-королевич» и «Баба-Яга» — так «Кикимора» стала первой сценой балета «Русские сказки».

## Сюжет
В сцене два действующих персонажа — Кикимора и её полосатый рыжий Кот. Кот прислуживает Кикиморе, убаюкивает её в колыбельке, охраняет её дневной сон, во время которого она набирается сил для своей беспокойной ночной жизни, но в финале в припадке ярости Кикимора убивает Кота.

## Премьера
- 1916, 25 августа — «Кикимора»,  русская сказка, одноактный балет. Первый показ в Театре Эухении-Виктории (Teatro Eugenia Victoria носит имя супруги Альфонсо XIII Евгении Виктории), Сан-Себастьян, Испания[10]. Музыка Анатолия Лядова, хореография Леонида Мясина; либретто Михаила Ларионова и Леонида Мясина, декорация и костюмы Михаила Ларионова[1][3]. Дирижёр Эрнест Ансерме, режиссёр Сергей Григорьев[2]. Дата первого показа точно неизвестна. Суриц датирует премьеру 19 августа[14] или 25 августа[3]. Нортон приводит дату 25 августа[11].

Роли и исполнители:
- Кикимора — Мария Шабельская
- Кот — Станислав Идзиковский

В отличие от некоторых русских сказок, где Кикимора выступает в мужском обличье, в балете персонаж представлен женской особью.